# Judée (province romaine)
Pour les articles homonymes, voir Judée (homonymie).
6 ap. J.-C. – 135 ap. J.-C.
Entités précédentes :
- Tétrarchie (Judée)

Entités suivantes :
- Syrie-Palestine

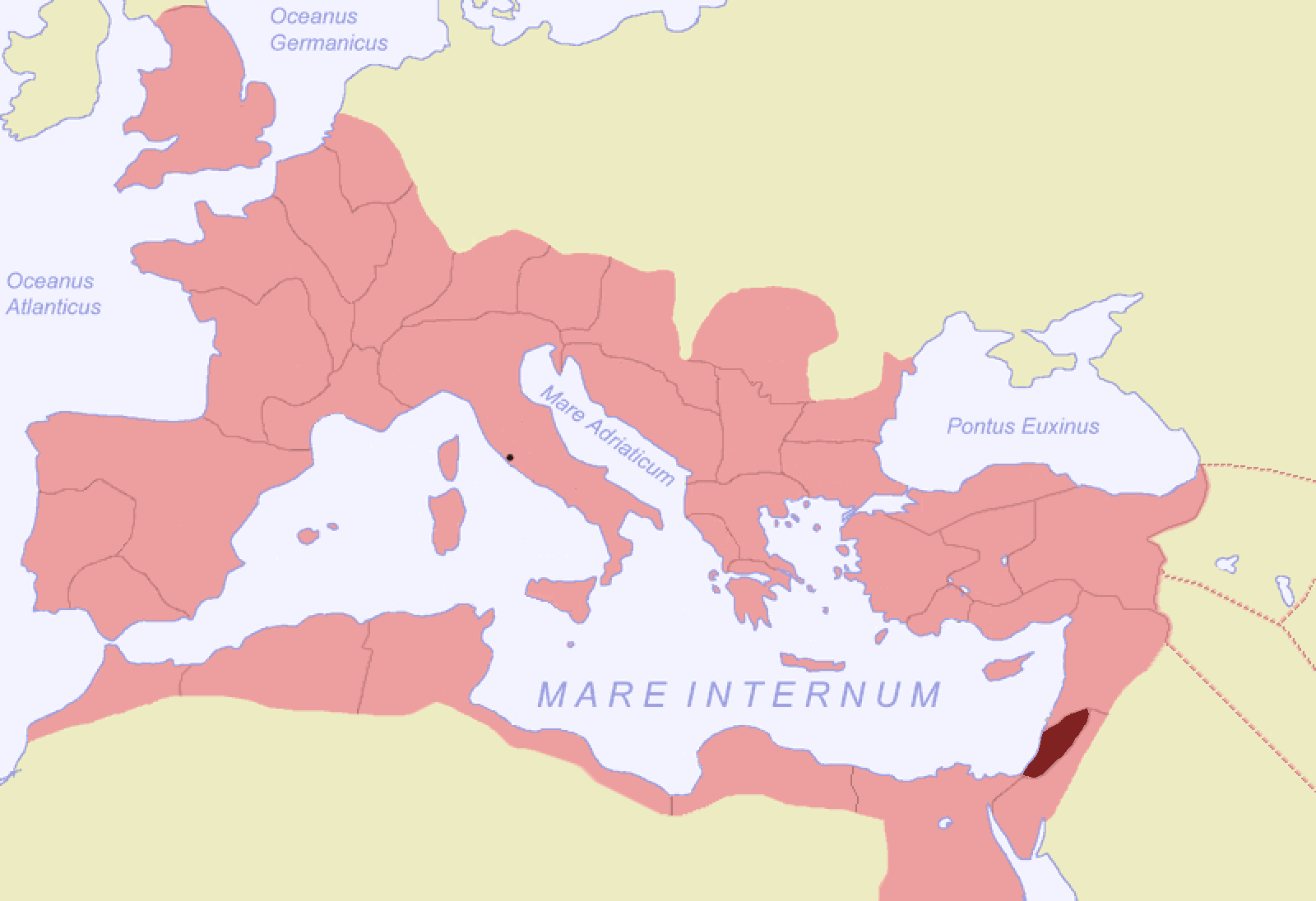
La province romaine de Judée vers 120.

La Judée (en latin : Iudaea – avec un « i » majuscule) est une province romaine créée en l'an 6 sur une partie du territoire des royaumes hasmonéen et hérodien. Elle tire son nom du royaume israélite de Juda. Elle couvre les régions de Judée, de Samarie et d'Idumée.
L'implication de Rome dans les affaires de la Judée commence en 63 av. J.-C. avec la fin de la troisième guerre de Mithridate lorsque la Syrie passe sous protectorat romain. Le général romain Pompée se trouve en position d'arbitre dans la guerre civile opposant les princes hasmonéens Hyrcan II et Aristobule II. La Judée devient un royaume client de Rome sous la direction d'Hérode Ier le Grand, puis au début du Ier siècle une province de l'Empire romain après la déposition d'Hérode Archélaos. Elle connaît trois révoltes contre Rome (première guerre judéo-romaine, guerre de Kitos, révolte de Bar Kokhba), à la suite desquelles l'empereur Hadrien change le nom de la province en Syrie-Palestine et transforme Jérusalem en une ville romaine baptisée Ælia Capitolina.

## Les facteurs de la crise sociale
La Palestine est une région prospère : le blé, la vigne et l’huile constituent des ressources essentielles qui sont même exportées. S’y ajoutent l’élevage en Samarie, ainsi que les fruits, les légumes et la pêche en mer et sur le lac de Génésareth. Mais la propriété foncière est émiettée particulièrement en Judée et en Samarie aux Ier siècle av. J.-C. et Ier siècle apr. J.-C. Les paysans juifs détenteurs de parcelles trop petites pour être rentables sont rapidement endettés ; cet endettement, aggravé par une fiscalité exigeante, peut conduire à la servitude, facteur de vive tension sociale ; lorsque les paysans sont contraints de vendre leur propriété, ils survivent comme salariés ou métayers dans une situation de dépendance totale à l’égard du propriétaire. En Judée, la légitimité de l’impôt romain fait l’objet d’un débat idéologique, auquel s’ajoute un refus des charges fiscales jugées trop lourdes, comme l'atteste la demande d’allègement du tribut formulé en 17 apr. J.-C. par la Syrie et la Judée.

## La Judée vassale de Rome
La Judée tombe sous domination romaine en 63 av. J.-C., à la faveur de la rivalité entre Hyrcan II et Aristobule II, qui se disputent le trône. Pompée, arrivé à Damas au printemps, prend le parti d’Hyrcan II. Aristobule II, vaincu par Pompée dans Jérusalem à l’automne, est emprisonné à Rome. L’oncle d’Aristobule II, Absalon, résiste pendant trois mois sur le mont du Temple puis est vaincu. Pompée épargne le Temple de Jérusalem et ses trésors, après avoir néanmoins pénétré dans le Saint des saints (Débir) sans l'autorisation du grand-prêtre d'Israël. Hyrcan II, confirmé ethnarque et grand-prêtre, perd le titre de roi (fin en 40 av. J.-C.). La Judée devient un protectorat romain et doit payer un tribut.
Alexandre, fils d’Aristobule II, échappé lors du transfert à Rome en 63, rassemble 10 000 fantassins et 1 500 cavaliers et menace Jérusalem en 57 av. J.-C. Gabinius, le nouveau gouverneur de Syrie, envoie son lieutenant Marc-Antoine, qui défait Alexandre près de Jérusalem. Réfugié dans la forteresse de l’Alexandrion, Alexandre doit se rendre. Gabinius fait raser l’Alexandréion, Hyrcania et Machéronte. Hyrcan est rétabli comme grand-prêtre de Jérusalem, mais semble perdre sa qualité d’ethnarque et son pouvoir politique. Les Juifs, gouvernés par le Sanhédrin de Jérusalem, sont divisés en cinq circonscriptions judiciaires : Jérusalem, Gadara, Amathonte, Jéricho et Sepphoris.
Crassus, gouverneur de Syrie en 54 av. J.-C., s’empare du trésor du Temple de Jérusalem. Son successeur Cassius réprime en 52 av. J.-C. un nouveau soulèvement d’Aristobule II sous la direction de Peitholaos, bientôt exécuté à l’instigation d’Antipater. Pendant la guerre civile de 49 av. J.-C., Aristobule II est libéré par César qui veut l’utiliser pour reconquérir la Syrie. Il est assassiné peu après avec son fils Alexandre par les partisans de Pompée.
À la mort de Pompée en 48 av. J.-C., Hyrcan II et Antipater se rallient à César. Antipater soutient militairement et diplomatiquement la campagne de Mithridate III, allié de César, en Égypte (48/47 av. J.-C.). Il dirige un corps auxiliaire juif, obtient l’appui des Arabes et des princes de Syrie et rallie les garnisons juives du « territoire d’Onias », à l’est du Delta. En récompense, César confirme à Hyrcan II son titre de grand-prêtre et lui rend celui d’ethnarque. Il donne à Antipater la citoyenneté romaine avec exemption d’impôts, le titre de procurateur (en grec, épitropos) de Judée et la permission de rebâtir les murailles de Jérusalem. Joppé (Jaffa) et les villes de la plaine sont à nouveau rattachées à Hyrcan II. Antipater nomme son fils aîné Phasaél, stratège de Jérusalem, et son fils cadet Hérode, stratège de Galilée.
Après le meurtre de César en 44 av. J.-C., Antipater et son fils Hérode se rallient au gouverneur de Syrie, Caecilius Bassus, ex-partisan de Pompée. Le départ de Cassius Longinus de Syrie entraîne des troubles en Judée. Après la bataille de Philippes, Antoine nomme Phasaél et Hérode tétrarques chargés de l’administration de la Judée. À la suite de l'invasion de la Syrie-Palestine par les Parthes en 40 av. J.-C., Hérode est proclamé roi de Judée par le Sénat romain.
À la mort d’Hérode en 4 av. J.-C., son royaume est divisé en trois tétrarchies entre sa sœur Salomé et ses fils Hérode Archélaos (Judée), Hérode Antipas (Galilée et Pérée) et Hérode Philippe II (Transjordanie). Des troubles éclatent contre Rome, réprimés par le gouverneur de Syrie Varus. 2000 Juifs sont crucifiés à Jérusalem. Judas, fils du « brigand » Ézéchias qu’Hérode le Grand avait fait exécuter, prend la tête de la révolte armée en Galilée après s’être emparé des armes du palais royal de Sepphoris.

## La province romaine de Judée

Carte montrant les frontières politiques et les villes importantes de la Judée, au Ier siècle de notre ère.

L’attitude tyrannique du tétrarque Hérode Archélaos provoque l’envoi d’une délégation de Judéens et de Samaritains à Rome. En 6, Auguste convoque Archélaos à Rome, le dépose et l’exile à Vienne, en Gaule. La Judée et la Samarie deviennent provinces romaines. Elles sont rattachées à la Syrie et administrées d’abord par un préfet de rang équestre qui réside à Césarée mais se rend à Jérusalem au moment des fêtes. Pour maintenir l’ordre, il dispose de troupes romaines et d’auxiliaires recrutés parmi les habitants de la plaine de Sharon et de la Samarie, les Juifs proprement dits étant exemptés du service dans l’armée romaine. En effet, le respect de leurs interdits religieux (tabous alimentaires, observance du code de pureté rituelle, impossibilité de participer à d’autres cultes) empêchent les juifs de côtoyer les païens à l’armée. Le préfet dispose aussi du droit de rendre la justice avec droit de vie et de mort, ce que confirme le récit du procès de Jésus.
Selon saint Luc (I,2), le gouverneur de Syrie Publius Sulpicius Quirinius procède, toujours en 6, à un recensement provincial en Judée, qui est divisée en dix toparchies (Jérusalem, Gophna, Akrabatta, Thamna, Lydda, Emmaüs, Pellé, Hérodium, Jéricho, l’Idumée et Engaddi) pour faciliter la collecte des impôts : Rome doit imposer sa fiscalité propre, fondée sur le tributum soli, la capitatio (capitation ou impôt par tête), et les droits de péage et de transit (portoria). Certains de ces impôts sont directement perçus par l’administration romaine tandis que d’autres, tels les droits de douane, sont affermés à des publicains. 
Ce recensement provoque une révolte contre la capitatio, dirigée par Judas le Galiléen appuyé par le pharisien Sadoq ; malgré les justifications données par les notables juifs, la révolte contre cette forme de domination romaine est durement réprimée. Les rebelles sont crucifiés. Cette révolte est à l'origine du mouvement des zélotes, qui considèrent Dieu comme leur seul chef et maître.
Hérode Agrippa Ier, d'abord tétrarque de Judée sous Caligula (37), obtient de Claude le titre de roi. La Judée redevient un royaume jusqu'à sa mort en 44. D’après Flavius Josèphe, les troupes romaines de Césarée maudissent le souvenir d’Agrippa, entrent de force dans sa maison, violent ses filles et célèbrent sa mort publiquement par des fêtes et des libations. Après le bref épisode du royaume d’Agrippa Ier, Judée, Samarie et Idumée sont de nouveau annexées et confiées cette fois à un procurateur.
Cuspius Fadus est le premier (44-46). Il réprime la révolte de Theudas qui est décapité.
En 46, Tiberius Julius Alexander, un Juif apostat d’Alexandrie, devient procurateur jusqu'en 48. Il fait face à une famine et fait exécuter Jacques et Simon, fils de Judas le Galiléen, probablement chefs du parti zélote.
Sous le procurateur Ventidius Cumanus (48-52). une émeute éclate à Jérusalem vers 48/49 lors d’une fête religieuse quand un soldat romain montre son sexe à la foule des pèlerins. Elle est réprimée par le procurateur. Peu après un soldat romain déchire et brûle un rouleau de la Loi de Moïse, et la foule juive se rend à Césarée pour exiger qu’il soit puni. Cumanus fait exécuter le coupable pour éviter la révolte. La situation s'aggrave en 51 quand des pèlerins galiléens sont assassinés dans un village de Samarie. Cumanus ne punissant pas les meurtriers, une bande de Zélotes se met à massacrer plusieurs villages samaritains. Ils sont arrêtés et exécutés par les troupes de Cumanus. L’affaire est portée devant le gouverneur de Syrie Ummidius Quadratus (en) qui envoie des délégués à Rome, où appuyés par le jeune Hérode Agrippa II (fils d’Hérode Agrippa Ier), les Juifs obtiennent gain de cause. Cumanus est exilé en 52.
Claude envoie alors son favori Antonius Felix, un Grec, comme procurateur. Il épouse Drusilla, la sœur d’Agrippa. Sa politique maladroite et injuste entraîne le développement du parti zélote. Félix arrête leur chef Eléazar par trahison. Il fait exécuter le grand-prêtre Jonathan fils d'Anne par des sicaires armés de poignards — que Flavius Josèphe appelle des « brigands ». Les sicaires exécutent fréquemment leurs compatriotes ralliés aux Romains. À cette époque paraissent plusieurs prophètes rassemblant les foules et leur promettant la liberté, ce qui entraîne la réaction immédiate des Romains. Félix fait ainsi exécuter les partisans de « l’Égyptien » qui voulaient pénétrer dans Jérusalem. Profitant de l’agitation, les grands-prêtres s’emparent des dîmes dues aux simples prêtres, ce qui accentue les tensions sociales.
En 54, de nouvelles violences éclatent à Césarée à propos du statut de la ville et des droits civiques des Juifs. Juifs et Syriens s’affrontent. Les Juifs, armés de gourdins et d’épées, ont le dessus. Le procurateur de Judée Antonius Felix les somme de se disperser, puis ordonne à ses troupes de charger et les laisse piller les maisons des Juifs. Les troubles continuent et les notables juifs demandent l’arbitrage de Néron, qui tranche en faveur des Syriens, reléguant les Juifs au rang de citoyens de deuxième classe. Cette décision ne fait qu’accroître leur fureur.
En 60, le procurateur Antonius Felix est rappelé par Néron et remplacé par Porcius Festus, qui fait transférer à Rome Paul (Saül), ex-pharisien devenu le leader chrétien le plus actif pour l’admission des païens. Il doit réprimer une révolte dans le désert. À sa mort en 62, le grand-prêtre sadducéen de Jérusalem Anne fils d’Anne profite de la vacance du pouvoir pour liquider ses ennemis, en particulier Jacques, fils de Damnée, membre de la caste sacerdotale. Le despotisme d’Anne entraîne l’intervention d’Hérode Agrippa II, qui le dépose au profit de Jésus, fils de Damnée (62-63). Sous le nouveau procurateur Albinus (62-64), qui ne cherche qu’à s’enrichir par la libération de prisonniers contre rançon, la situation politique et sociale se détériore encore. Pour libérer leurs camarades prisonniers, les sicaires recourent de plus en plus à la prise d’otage (capture du fils de l’ancien grand prêtre Anan), tandis que les partisans de Jésus fils de Damnée et ceux de Jésus fils de Gamla se battent dans les rues pour la charge de grand-prêtre. Albinus est rappelé à Rome après avoir vidé les prisons. Sous son successeur Gessius Florus, la situation empire avec la multiplication des pillages (64-66). Selon certains historiens, ces pillages seraient toutefois des prélèvements fiscaux parfaitement légaux mais la résistance populaire prouverait combien la puissance romaine était désormais mal vue.

## Les facteurs culturels et religieux du conflit
Les Juifs bénéficient d’une autonomie juridique, la Torah leur étant reconnue comme loi fondant leur droit indigène à la fois sur le plan religieux et civil. En retour, et dans le même esprit, les Romains doivent respecter le Temple, Jérusalem, les livres sacrés et les synagogues. Mais malgré ce statut privilégié, la coexistence des Juifs et des administrateurs romains, parfois peu avertis des règles du judaïsme, demeure une source de tensions permanentes et de conflits. Ainsi, les Juifs, monothéistes et déniant la qualité de dieux aux divinités des cultes païens, refusent-ils de participer à une institution aussi fondamentale pour les Romains que la célébration du culte impérial ; de même, le refus d’introduire des images à Jérusalem entre en opposition avec l’usage du défilé des enseignes militaires des légions romaines ; les Juifs imposent à tous ceux qui vivent en Judée des contraintes rigoureuses comme l’interdiction de la pratique de la nudité athlétique ; il était également impossible de convoquer un Juif le jour du sabbat devant le tribunal. Et nul, même parmi les notables juifs de Judée, n’a consenti à la moindre concession dans ces domaines. Excédés par ce particularisme, les Romains pouvaient estimer que les Juifs cherchaient à se distinguer en méprisant les non-juifs dans toutes les circonstances de la vie quotidienne. Par maladresse, excès de zèle ou provocation délibérée de la part des autorités romaines, tout devint objet de confrontation. On le vit avec la prétention de Ponce Pilate, en 26, d’introduire à Jérusalem des boucliers dorés dédiés à l’empereur, et plus tard, avec sa volonté de prélever une forte somme dans le trésor du Temple pour faire construire un aqueduc destiné à alimenter Jérusalem en eau. Les préfets successifs se soucièrent peu de faire respecter le particularisme des Juifs, malgré les instructions officielles, depuis Auguste jusqu’à Claude. 
Si les Juifs de Judée cultivent leur particularisme avec une susceptibilité aussi exacerbée, c’est qu’il apparaît comme « la condition sine qua non de la survie d’une nation tentée par les séductions de l’hellénisme ». Alors que Rome pratique largement l’intégration sociale et politique de tous les pérégrins de l’empire, on assiste au contraire en Judée au renforcement d’un repli identitaire. Chez les Juifs cultivés et dans les milieux dirigeants, les modes de vie et de pensée grecs ont en effet gagné du terrain, comme le montre la Jérusalem d’Hérode et la présence massive du grec de la koinè comme langue des inscriptions. Il est vrai que cet hellénisme reste superficiel dans l’ensemble de la population de la Judée, et « limité à des domaines où il ne paraît pas mettre en péril le respect de la Torah ». Il n'est pas indifférent de constater que Jésus qui fréquentait sans complexe des païens et tenait un discours résolument intégrateur, a été poursuivi par la haine des autorités juives.

## Entre les révoltes
Après la prise de Jérusalem en 70, Vespasien fait de la Judée une province impériale proprétorienne. À la suite de la destruction du Temple, il institue le fiscus judaicus : les Juifs sont assujettis à un impôt spécial dans tout l'Empire romain, affecté au temple de Jupiter capitolin. Le pays juif conquis devient la propriété du peuple romain et annexé à l'Ager publicus. En 72 Vespasien ordonne à Lucilius Bassus d'affermer toutes les terres des Juifs et charge son procurateur Lucius Laberius Maximus d'effectuer cette opération. Ces terres sont affectées comme domaine particulier de l'empereur. Les paysans qui ne sont pas expulsés peuvent les exploiter sans jouir de leur propriété.
Au cours des campagnes menées par Trajan contre l’empire Parthe la diaspora juive se soulève à Cyrène, en Égypte, à Chypre et en Mésopotamie. C'est la guerre de Kitos (115-117), réprimée dans le sang, notamment en Judée par le procurateur Lucius Quietus.

## La révolte de Bar Kokhba
L’intention probable d’Hadrien de faire de Jérusalem une cité dédiée à Jupiter Capitolin provoque une révolte en Judée dirigée par Simon dit Bar Kochba (« le fils de l'étoile »), salué comme le Messie (132-135). Celui-ci est tué en décembre 135 à Béthar dans la forteresse où il s'était réfugié. Les Juifs sont de nouveau dispersés dans tout l'empire romain. Jérusalem, de nouveau mise à sac, est remplacée par une colonie romaine de vétérans (Ælia Capitolina). Un autel à Jupiter est érigé à l’emplacement du Temple.
Pendant la répression de la révolte juive, les Romains ont pris 50 forteresses, détruit 985 villages, tué 580 000 Juifs (chiffres probablement fortement exagérés) dans des escarmouches ou des batailles en plus des innombrables membres de la population victime des famines et des épidémies, ou brûlés dans l’incendie de leur maison. Les légions ont souffert de pertes très lourdes.

## Après la seconde révolte (132-325)
Les deux-tiers de la population juive de Judée sont annihilés. Les Juifs sont désormais interdits de séjour dans la région autour de la ville de Jérusalem sous peine de mort. Ils émigrent en masse dans les villes de la côte et en Galilée, qui devient le centre des études juives et institutions autonomes. La province est nommée officiellement Syrie-Palestine par Hadrien afin de les punir et pour effacer leur liens avec leur terre. Elle semble reprendre une certaine importance : elle devient province consulaire, une nouvelle légion y est affectée, des hommes en vue y sont envoyés comme légats et à Jérusalem stationne une importante force militaire.
L'urbanisation reprend pendant le règne des Sévères (193-235), et de nombreux empereurs renouent de bonnes relations avec les Juifs, notamment des scholarques représentant l'élite intellectuelle. Septime Sévère autorise les Juifs à devenir décurions et à participer aux affaires municipales et Caracalla entretient une relation privée avec Juda Hanassi. La Palestine devient plus paisible, Juifs et païens renouant des liens solides, et la région prospère. Dans son Histoire romaine (rédigée en grec), XXXVII, 17, l'historien et consul Dion Cassius (v. 155 - ap. 235), proche des Sévères, précise qu' « il y a des Juifs même parmi les Romains : souvent arrêtés dans leur développement, ils se sont néanmoins accrus au point qu'ils ont obtenu la liberté de vivre d'après leurs lois ».
Dans la deuxième moitié du IIIe siècle, la Palestine semble souffrir des crises politiques et économiques qui frappent l'empire. En effet, des références talmudiques attestent de la peur des villageois de rester dans leurs champs, de la construction de fortifications et de populations qui se réfugient dans les places fortifiées. L’instabilité dans l’empire (guerres civiles, raids des Germains, guerre contre les Sassanides) entraîne une augmentation extrêmement lourde des impôts. Les sécheresses et les famines se multiplient. De nombreux Juifs quittent la Palestine pour rejoindre les communautés éloignées. Entre 260 et 266, la Palestine tombe dans l'orbite d'Odénat de Palmyre.
Sous Dioclétien, après la crise du IIIe siècle, l'empire entre dans une période de transition radicale. Le pouvoir des gouverneurs provinciaux est dilué dans des unités territoriales plus larges. En 295, la Legio X Fretensis est transférée d'Ælia à Aila (Aqaba) à la suite de l'agitation des tribus arabes. Le Néguev (y compris Pétra), jusqu'alors rattaché à l'Arabie, dépend désormais de la Palestine, tandis que Trachonitide et Batanée dépendent de l'Arabie.